# 名古屋大学大学院情報学研究科・情報学部
名古屋大学大学院情報学研究科（なごやだいがくだいがくいんじょうほうがくけんきゅうか、英称:Graduate School of Informatics）は、名古屋大学大学院に設置される研究科の一つである。また、名古屋大学情報学部（なごやだいがくじょうほうがくぶ、英称:Faculty of Informatics）は、名古屋大学に設置される学部の一つである。

## 概要
名古屋大学情報学部は、第八高等学校を前身として1963年に設立された名古屋大学教養部を、1993年に改組して設立された情報文化学部を、2017年に改組して設立された学部である。大学院の附属機関として名古屋大学大学院情報学研究科附属組込みシステム研究センターを設置している。

## 沿革

### 情報文化学部・人間情報学研究科

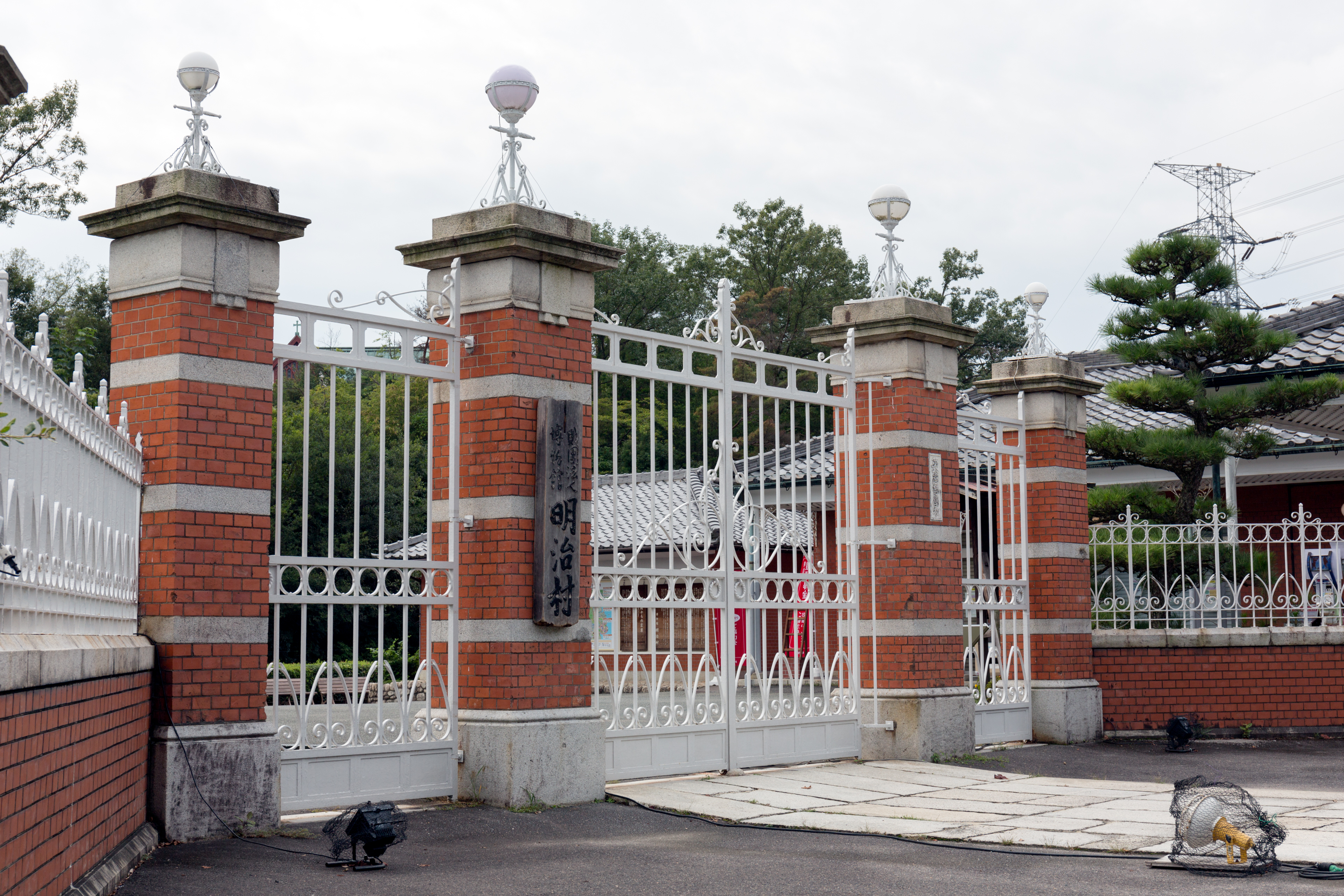
第八高等学校正門

- 1908年 - 勅令第68号により第八高等学校（八高）を設立[2]。
- 1949年 - 新制名古屋大学が発足。通称教養部、名古屋大学分校（旧・八高）を設置[2]。
- 1963年 - 名古屋大学に教養部を設置[2]。
- 1992年 - 大学院人間情報学研究科を設置、物質・生命情報学専攻を設置[1]。
- 1993年
  - 人間情報学研究科に社会情報学専攻を設置[1]。
  - 教養部を廃止して情報文化学部を設置[1][2]。

### 情報科学研究科
- 1973年 - 名古屋大学大学院工学研究科に情報工学専攻を設置。
- 1985年 - 名古屋大学工学部に情報工学科を設置[1]。
- 2003年 - 大学院人間情報学研究科と大学院工学研究科情報工学専攻を統合し大学院を設立[1]。
- 2006年 - 名古屋大学大学院情報科学研究科附属組込みシステム研究センターを設置。

### 情報学部・情報学研究科
- 2017年 - 情報文化学部と工学部情報工学コースを統合し情報学部を設立。大学院情報科学研究科を大学院情報学研究科に改組[1]。

## 組織

### 大学院情報学研究科
- 数理情報学専攻
- 複雑系科学専攻
- 社会情報学専攻
- 心理・認知科学専攻
- 情報システム学専攻
- 知能システム学専攻

### 情報学部
- 入学定員135人[3]
  - 自然情報学科[3]
  - 人間・社会情報学科[3]
  - コンピュータ科学科[3]

## 著名な関係者

### 教員
- 高田広章 - 情報システム、教授
- 横井茂樹 - メディア社会学、名誉教授
- 谷村省吾 - 理論物理学、量子論、教授
- 戸田山和久 - 科学哲学、教授
- 伊勢田哲治 - 倫理学・科学哲学、元准教授、京都大学教授

### 出身者
- 薄葉季路 - 数学、早稲田大学教授、日本数学会賞建部賢弘賞
- 坂平文博 - 社会システム工学、大阪工業大学准教授
- 茂手木桜子 - 女優
- 若月弘一郎 - 元NHKアナウンサー
- 山崎聡子 - 東海ラジオ放送ディレクター、元アナウンサー